# オゲスタ原子力発電所
オゲスタ原子力発電所はスウェーデン最初の商用原子力発電所。
本来はÅgestaverket、あるいはR3等として知られるスウェーデン3基目の実験用原子炉であったが、後に地域熱供給や送電を行うための原子力発電所として使われるようになった。天然ウランを燃料にした重水減速炉で建設は1957年に始まり、1962年に完成した。ストックホルム発電と国立のバッテンフォールがこの発電所の建設に選ばれた。完成以前、この発電所以外の大型原子炉として、マルビケンにR4原子炉が存在した。R4炉は電力とプルトニウムの生産をおこなうことを意図していたが、1970年に中止された。
運用は1964年に始まりストックホルム郊外のファルスタに68MWの地域熱供給を、12MWeの電力も送電した。また、地下原子炉であり、核開発などの軍事目的を持ちプルトニウムを製造可能と広く考えられていた。
オゲスタ発電所の発電量は10MW程度と小さく、現在のスウェーデンの原子炉よりも小さかった。この原子炉は商用発電炉で燃料用の濃縮ウランでない天然ウランの利用で国際的イニシアチブをとり、国内のウラン燃料で原子力の独立を図る「スウェーデンライン」と呼ばれた計画の一部であった。しかし、国内のウラン資源が予想より少なく、原油価格の低下で経済性が下がったために1974年まで運転された後運転を終了した。

## 関連項目

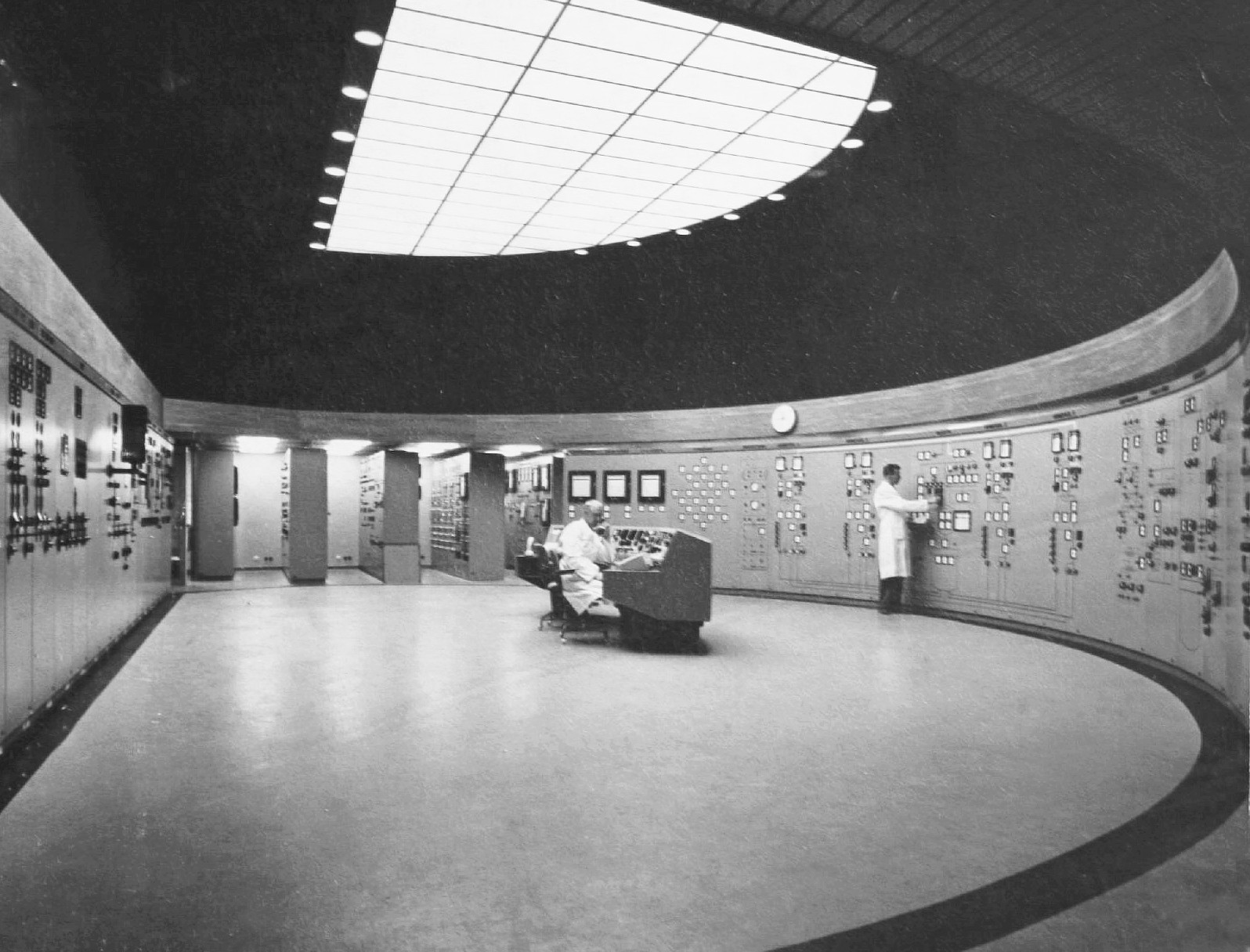
運転室

## 註
1. ↑  "Neutral Sweden Quietly Keeps Nuclear Option Open", The Washington Post, 25 November 1994.
2. ↑  “放射線監視に係る海外調査報告書” (pdf).   原子力施設等放射能調査機関連絡協議会 (2010年2月). 2012年7月8日閲覧。